# Szany
Szany är en ort i Ungern.   Den ligger i provinsen Győr-Moson-Sopron, i den västra delen av landet, 130 km väster om huvudstaden Budapest. Szany ligger 121 meter över havet och antalet invånare är 2 300.
Terrängen runt Szany är mycket platt. Runt Szany är det ganska glesbefolkat, med 35 invånare per kvadratkilometer. Närmaste större samhälle är Pápa, 19,3 km sydost om Szany. Trakten runt Szany består till största delen av jordbruksmark.